# Feldkirchen bei Graz
Feldkirchen bei Graz è un comune austriaco di 5 838 abitanti nel distretto di Graz-Umgebung, in Stiria; ha lo status di comune mercato (Marktgemeinde).